# Wong Shun-leung
Wong Shun-leung (黃淳樑; Hong Kong, 8 giugno 1935 – Hong Kong, 28 gennaio 1997) è stato un artista marziale cinese.
Era un rispettato insegnante di Wing Chun, nonché allievo di Yip Man.
Partecipò anche alla realizzazione di un film, intitolato Wing Chun: The science of in-fighting. Considerato da molti un eccellente combattente per via della sua abilità tecnica e rapidità di movimento , era famoso per essersi guadagnato il titolo di "King of Beimo", che significa "re dei combattimenti-sfida", ossia combattimenti senza regole e protezioni che all'epoca venivano organizzati in modo che ogni combattente potesse testare le proprie abilità e, in caso di vittoria, portare fama e onore al proprio clan di appartenenza. Wong è stato anche insegnante di Bruce Lee insieme a Yip Man, nonché suo "mentore", in quanto fu il principale responsabile della sua formazione combattiva ai tempi di Hong Kong, introducendolo ai Beimo e aiutandolo a fronteggiare la paura in combattimento.

## Biografia
Cominciò ad essere addestrato nelle arti marziali in età adolescenziale. Praticò vari stili, tra i quali Tai Qi Quan e Boxe Occidentale, verso la quale ha sempre avuto un certo interesse, considerandola molto efficace ed importante, in quanto i pugili, al contrario della maggior parte dei praticanti di arti marziali tradizionali, si concentrano sull'attacco senza inseguire le mani dell'avversario.
A causa di un disguido con il suo allenatore di pugilato, Wong lasciò la palestra di boxe.
Grazie ai racconti di suo padre e di suo nonno, venne a conoscenza del wing chun e dei maestri del passato esperti in questo stile, come Chan Wah-shun e Leung Jan, decise, quindi, di cercare un insegnante di Wing Chun, per poter toccare con mano questa disciplina.
Tramite alcuni amici del fratello, conobbe colui che più tardi sarebbe divenuto il suo ultimo insegnante di arti marziali: Yip Man.
Dopo essere stato sconfitto da alcuni allievi minori di quest'ultimo, Wong divenne un membro devoto della scuola Wing Chun.
Yip Man, poco tempo dopo, dichiarò che Wong avrebbe impiegato un anno per rendere famoso il wing chun ad Hong Kong, ma dovette correggersi, in quanto Wong impiegò solo sei mesi per elevare le sue doti combattive, sconfiggere numerosi avversari appartenenti alle altre scuole di Hong Kong ed elevare il Wing Chun da arte marziale locale semi-sconosciuta ad arte del combattimento stimata da tutti.
Grazie alle sue doti di combattente venne soprannominato "Gong Sao Wong" che significa "re del parlare con le mani".
Egli partecipò, tra i 18 e i 24 anni, ad almeno una sessantina di incontri, dove secondo i giornali locali e lo stesso Bruce Lee, ne uscì sempre vincitore.
Wong Shun-leung era anche un medico della medicina cinese tradizionale e un calligrafo autodidatta.

## Personalità e Insegnamenti
Nonostante la sua fama di combattente e insegnante lo abbia sempre preceduto, era una persona piuttosto umile. Ha sempre rifiutato appellativi come maestro o "GrandMaster", in quanto negli anni sono stai utilizzati in modo spropositato e senza criterio, preferendo essere conosciuto semplicemente come "insegnante". Per quanto riguarda il tema dell'autodifesa, Wong diceva: "Se imparate il kung fu, il vostro scopo è combattere. Se non potete combattere e vincere, come potete difendervi?".
A suo parere è molto più importante esercitarsi duramente anziché perdersi nei miti e leggende che donano un certo alone di mistero al kung fu o a perdersi in inutili stilismi artistici, solo così “ci si trasforma in un Maestro del sistema e non nel relativo schiavo.”.
Per Wong non fa differenza quanto anziani siete nel sistema, ma quanto abili siete. Egli considerava il Wing Chun un'abilità, più che un'arte.
Nel descrivere il Wing Chun egli disse: "Il Wing Chun kung fu è un'arma molto specializzata, una scienza del combattimento, la cui intenzione è di creare l'incapacità totale di un avversario. È diretto, efficiente e mortale.".
Wong spronava i suoi allievi a non seguire ciecamente l'istruttore copiandolo alla lettera in quanto le differenze d'età, esperienza, costituzione fisica, influenzano il senso in cui uno fa le cose, quindi è importante esprimere se stessi non limitandosi a copiare l'insegnante, altrimenti si ostacolerebbe l'effettivo e genuino miglioramento delle proprie abilità. Dicendo questo, Wong non suggeriva che l'allievo dovesse alterare i principi del Wing Chun a suo piacimento, al contrario egli promuoveva che nel costante tramandare e nell'esercitare le abilità del Wing Chun, lo si faccia esattamente come egli stesso le ha imparate. Tuttavia, accettava il fatto che ciascuno è diverso e adottava quindi il metodo più realistico per tramandare l'essenza del Wing Chun sotto forma di concetti e principi di base che gli allievi sono liberi di interpretare ed utilizzare adattandoli a sé stessi.
Wong Shun-leung ha dedicato buona parte della sua vita a comprendere e sviluppare il Wing Chun, insegnandolo non solo in Asia ma anche nel resto del mondo, promuovendo lo sviluppo di scuole negli altri continenti, insegnando a chiunque avesse intenzione di apprenderle senza badare all'etnia, credo religioso o arte marziale d'appartenenza. La sua filosofia non badava all'estetica ma era pregna di sostanza. Wong affermava di aver raggiunto il suo livello di abilità semplicemente "migliorandosi ogni giorno attraverso l'addestramento".
Gli allievi più rappresentativi sono di seguito elencati:
- Philipp Bayer
- David Peterson
- Cliff Au Yeung
- Gary Lam
- Barry Lee
- Nino Bernardo

## Testimonianze e opinioni su di lui
- " Wong Shun-leung è di gran lunga più importante come maestro di wing chun che come figura nella vita di Bruce Lee. Merita di più che essere ricordato come l'ombra di un altro".  ( Bey Logan, editore della rivista inglese " Combat")
- " ... un fenomeno del Wing Chun " . ( Black Belt , rivista statunitense)
- " .. un comunicatore e maestro di wing chun per eccellenza " . (Fighters, rivista inglese)
- " Bruce Lee racconta che Wong Shun-leung è uno degli insegnanti di Wing Chun più grandi al mondo " . ( Jesse Glover nel suo libro " Bruce Lee' Non Classical Gung Fu " )
- " Nel '59 Bruce mi disse che Wong fosse il combattente più grande nello stile Wing Chun e che aveva sconfitto con successo tutti gli sfidanti " . (Jesse Glover)
- " La prima cosa che notate quando lo osservate è la normalità, è troppo basso e troppo amichevole per essere il leggendario Wong Shun-leung , è soltanto quando si muove o quando vi guarda che rivela la natura e la padronanza che ha acquisito con la disciplina . Dopo, ti sorprendi del suo acuto senso dello humor " . (Bruce Lee)
- “Quando Bruce tornò ad Hong Kong per la seconda volta, l'unica persona che aveva una chance di fermare un suo attacco era Wong Shun-leung“. (Jesse Glover)